# Jenny Milchman
Jenny Milchman, née en 1968 à New York, est une femme de lettres américaine, auteure de roman policier.

## Biographie
Aînée d'une famille de trois enfants, Jenny Milchman naît à New York, mais grandit au New Jersey. Elle fait des études en psychologie qu'elle ne termine pas et se tourne vers l'écriture.
En 2013, elle publie son premier roman, Cover of Snow, grâce auquel elle est lauréate du prix Mary Higgins Clark 2014.

## Œuvre

### Romans
- Cover of Snow (2013)
- Ruin Falls (2014)
- As Night Falls (2015)
- Wicked River (2018)
- The Second Mother (2020)

### Nouvelles
- The Very Old Man dans le recueil Lunch Reads - Volume 1 (2011)
- The Closet (Ellery Queen's Mystery Magazine, novembre 2012)
- Black Sun on Tupper Lake (2012)

## Prix et distinctions

### Prix
- Prix Mary Higgins Clark 2014 pour Cover of Snow[2]

### Nominations
- Prix Barry 2014 du meilleur premier roman pour Cover of Snow[3]
- Prix Macavity 2014 du meilleur premier roman pour Cover of Snow[4]